# Деревянкин, Тимофей Иванович
Тимофей Иванович Деревянкин укр. Тимофій Іванович Дерев'янкін; (11 февраля 1931 года, Украинская ССР - 12 июля 2011 года, Киев) — советский и украинский историк в области истории народного хозяйства и экономической мысли Украины, кандидат экономических наук (с 1960 года), доктор философии (Ph. D.) (с 2004 года).

## Биография
Родился 11 февраля 1931 года. В 1955 году окончил исторический факультет Харьковского государственного университета. С 1955 г. работает в Институте экономики АН УССР. В этом Институте в 1958 году окончил аспирантуру, в 1958-1962 годах - младший научный сотрудник, в 1962-1966 - старший научный сотрудник, в 1967-2003 годах - заведующий отделом истории народного хозяйства и экономической мысли. В настоящее время ведущий научный сотрудник отдела экономической истории Института экономики и прогнозирования НАН Украины.
В 1966–1975 годах работал ученым секретарем Ученого совета Института экономики АН УССР по защите докторских диссертаций, в 1976–1994 годах — членом Специализированного совета по присуждению ученой степени кандидата наук в Институте экономики АН УССР, руководителем преддипломистов, руководителем преддипломистов.

## Научная деятельность
Автор около 200 научных работ, в том числе три индивидуальных и 17 коллективных монографий. Как активный автор, научный руководитель и ответственный редактор подготовил и издал коллективный труд «История народного хозяйства РСФСР» (в трех томах, четырёх книгах). Является автором индивидуальных научных монографий:
- «Мануфактура на Украине в конце XVIII – первой половине XIX в.» (1960);
- «Промышленный переворот в Украине: Вопросы теории и истории» (1975) и других.

На протяжении почти 20 лет работал членом редколлегии «Энциклопедии народного хозяйства УССР» (в 4-х томах) и членом Главной редколлегии «Истории городов и сел УССР» (26 томов на украинском языке и 15 томов на русском языке). Под его редакцией вышло 37 выпусков (№ 4-40) межведомственного сборника научных трудов "История народного хозяйства и экономической мысли Украины" (1970-2007), восемь научных монографий, ряд книг из серии "Классика отечественной экономической мысли" (труды И. Я. Франко, М. И. Туган-Барановского)
Подготовил 30 кандидатов экономических наук.

## Статьи
- Інституціоналізація економічної історії (друга половина ХХ - початок ХХІ ст.) [Текст] / Т.І. Дерев’янкін, В.П. Мельник // Акт. пробл. економiки. - 2007. - № 8. - С. 17-33. - Бібліогр.: с. 32-33 (33 назв).
- ББК 65.01
- Відродження і спроби перебудови радянської економіки у післявоєнний період (1946-1991 рр.) [Текст] / Т.І. Дерев’янкін // Акт. пробл. економіки. - 2009. - № 7. - С. 3-14
- ББК 65.03

## Награды
Награждён орденом Дружбы народов, Почетной Грамотой Президиума Национальной академии наук Украины и Центрального комитета профсоюза работников НАН Украины. Отмечен письменными благодарностями Президиума АН УССР за подписью академика Б. Е. Патона и Главной редакции Украинской советской энциклопедии АН УССР с подписью академика АН УССР М. П. Бажана.

## Чествование
В числе известных учёных-экономистов имя Т. И. Деревянкина приводится в «Истории Академии наук УССР», современных отечественных энциклопедиях.